# بورغ كونشتات
بورغكون اشتات (بالألمانية: Burgkunstadt) هي بلدة ألمانية تقع في ألمانيا في بافاريا.

## أعلام
- شلومو دوف جويتين